# هاسيلت
نادي هاسيلت الرياضي (بالفرنسية: Koninklijke Sporting Club Hasselt)‏ نادي كرة قدم بلجيكي . تم تأسيس النادي في سنة 1908 ثم تم حل النادي في سنة 2001 .